# Grafschaft Valley

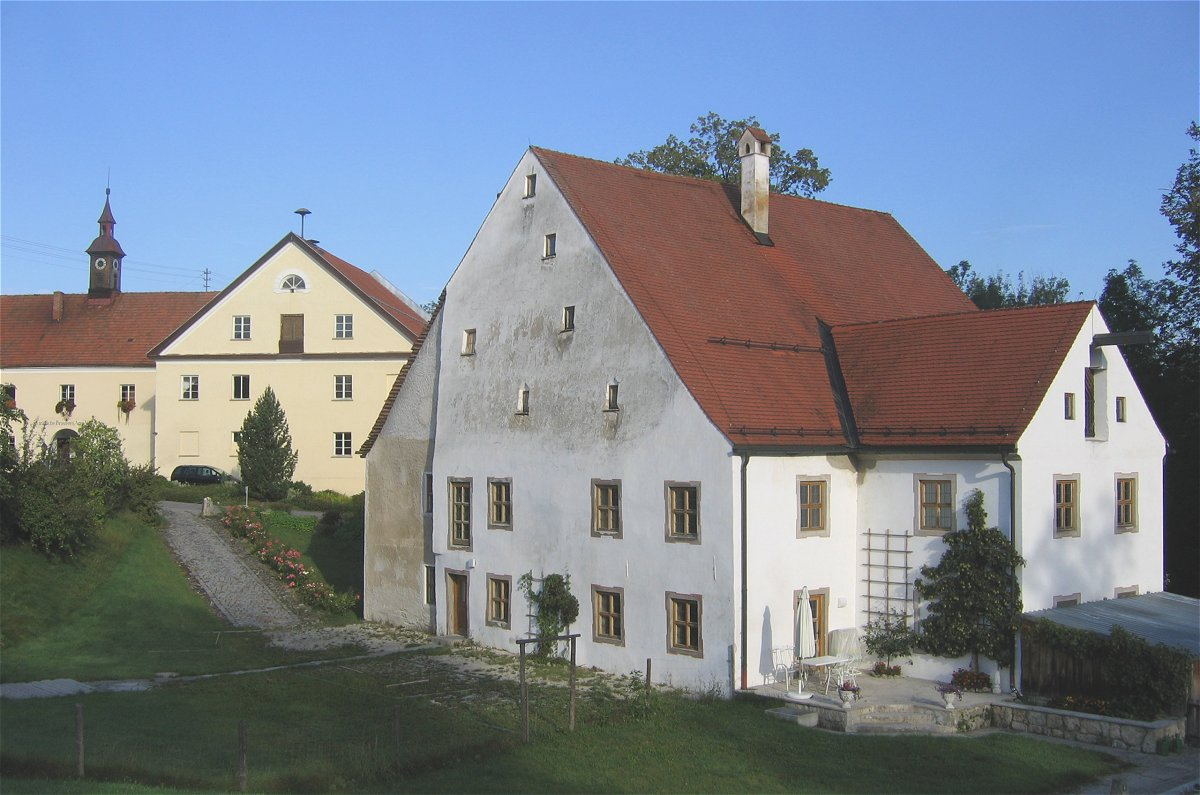
Altes Schloss (Vordergrund) und Neues Schloss (Hintergrund) von Valley

Die Grafschaft Valley, heute Teil des Landkreises Miesbach in Oberbayern, war bis 1848 eine Hofmark, d. h. eine Grundherrschaft mit hoheitlichen Befugnissen. Von den beiden nahe beieinander gelegenen Schlössern befindet sich nur noch das jüngere in gräflichem Besitz. Das ältere ist architektonisch bedeutsamer und beherbergt zudem Teile eines Orgelmuseums von Weltbedeutung.

## Die Grafschaft (Hofmark) Valley
Die Grafschaft Valley wird erstmals 920 im Besitz eines Grafen von Sempt erwähnt. Der ursprüngliche Sitz war eine Burg in Grub; diese fiel durch Heirat an Otto I. von Dachau-Valley, der 1102 als Otto de Grube erwähnt wird. Er erbaute die Burg Valley als Höhenburg auf dem Burgberg über der Mangfall, von der nur noch Mauerreste erhalten sind. Er stammte aus dem Dachauer Zweig der Grafen von Scheyern, denen auch die Wittelsbacher entstammen, und begründete den Nebenzweig der Grafen von Valley, der 1268 ausgestorben ist.
Das Alte Schloss wurde in der zweiten Hälfte des 12. Jahrhunderts im Tal nahe der Ortschaft Unterdarching errichtet.
Nach mehreren Besitzwechseln erwarb Wilhelm IV. von Maxlrain (* um 1590, † 1658) die Hofmark Valley und gründete die noch heute existierende Brauerei.
Seine Erben errichteten 1740 in direkter Nähe des alten das Neue Schloss. Nach einem Brand wurde es später in veränderter Form wieder aufgebaut und beherbergt heute auch die Brauerei.
Seit dem 19. Jahrhundert befindet sich die Hofmark und mit ihr das Neue Schloss im Besitz des Grafengeschlechts Arco auf Valley. 1848 erloschen die hoheitlichen Befugnisse über die Hofmark, aber als Schloss- und Grundbesitzer hat die Familie immer noch großen Einfluss am Ort.
Der Braubetrieb war 1994 vorläufig eingestellt worden und wurde 2017 wieder aufgenommen.

## Das Alte Schloss zu Valley

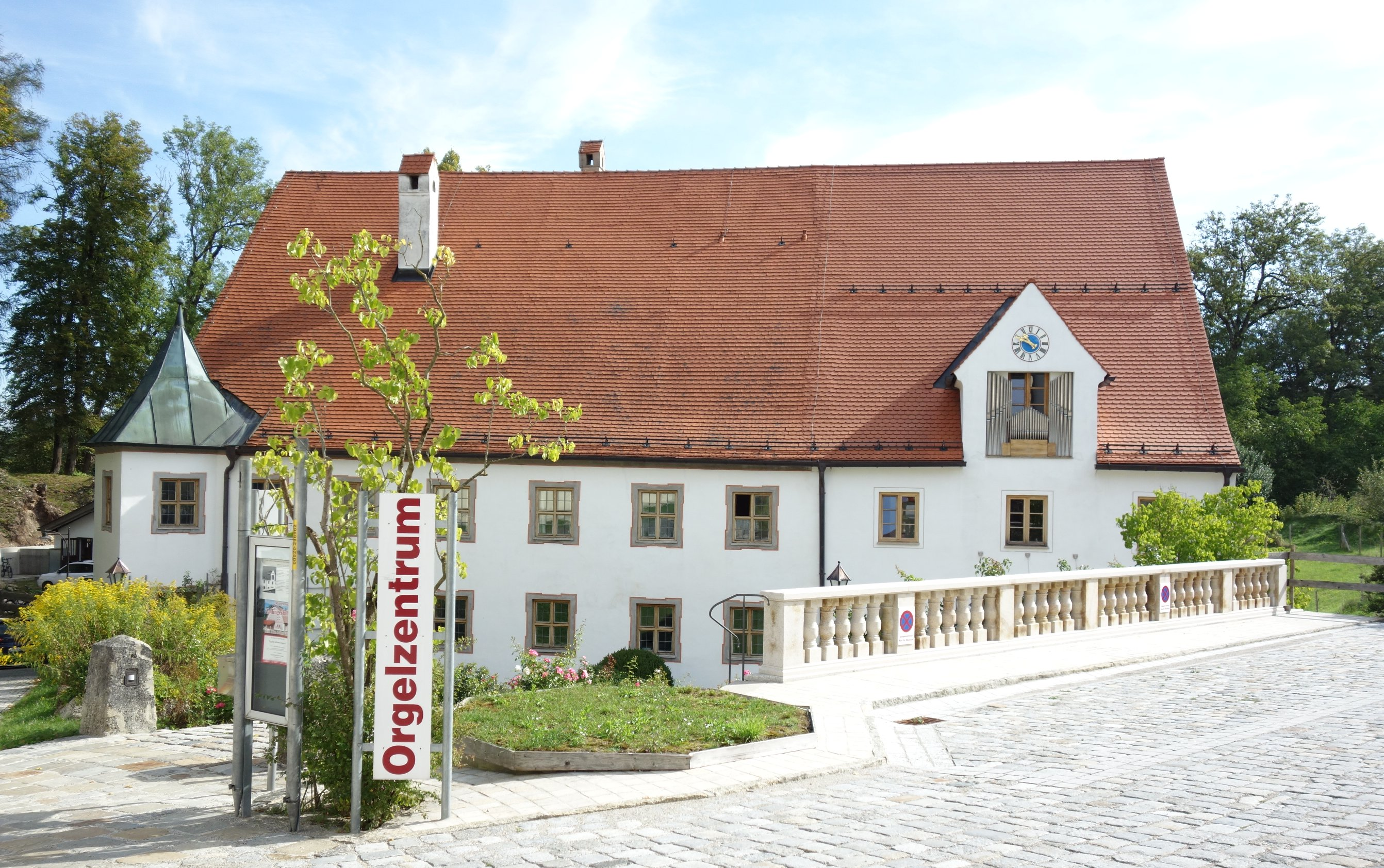
Orgelzentrum Valley

Das Alte Schloss ist der ältere Teil der Schlossanlage Valley. Es war bis 1848 über 700 Jahre lang  Pflegamts- und Gerichtshaus. Im Kern stammt es aus dem späten 12. Jahrhundert und wird in den Jahren 1189–1192 als „castrum Ualeia“ im Traditionsbuch von Kloster Schäftlarn urkundlich genannt. Der imposante Südgiebel entstand um 1200. Nach Bau des Neuen Schlosses blieb es erhalten und wurde von 1776 bis 1778 weiter ausgebaut. Nach 1848 diente es für mehr als 100 Jahre als Gaststätte. 1895 wurden Teile abgebrochen.
In den Jahren 1965 bis 1971 lebte der Schriftsteller Michael Ende im Alten Schloss und schrieb hier seinen 1973 erschienenen Roman Momo, der 1986 verfilmt wurde.
1987 verkaufte Otto Arco auf Valley das leerstehende Alte Schloss an den Kreisheimatpfleger des Landkreises Miesbach und ehemaligen Oberkonservator im Bayerischen Landesamt für Denkmalpflege Sixtus Lampl und dessen Frau Inge, die es durch umfangreiche Sanierungsmaßnahmen vor dem Verfall bewahrten.
Heute befindet sich im alten Schloss und der benachbarten Zollingerdach-Halle das Orgelzentrum Valley. Es ist mit mehr als 60 Orgeln die größte Sammlung ihrer Art weltweit.
Auch der Schloßverlag Valley hat seinen Sitz in dem Gebäude.
Die Anlage ist unter der Aktennummer D-1-82-133-9 als denkmalgeschütztes Baudenkmal von Valley verzeichnet.